# Саргатска култура
Саргатската култура е археологическа култура, съществувала в периода от VII – VI век пр.н.е. до III – V век пр.н.е. в лесостепта на Зауралието и Западен Сибир, покрай големите реки – Иртиш, Ишим, Тобол, по средното течение на Ом и в долното течение на Исет. Най-северните паметници на саргатската култура са открити на географската ширина на град Тоболск, на границата на лесостепта. На юг областта на културата съвпада с южната граница на лесостепта. В източните подножия на Урал на запад и в Барабинската низина на изток са открити също селища и гробници.

## Археогенетика
Изследванията чрез археогенетика на представители на Саргатската култура сочат, че те имат митохондриалните хаплогрупи A, C, T1, Z, B4a, N1a1a1a, U5a1, H, H8, C4a2c1. Пет индивида от тях имат Y – хромозомна хаплогрупа N1a1, а двама имат Y – хромозомна хаплогрупа R1a1. Също така са идентифицирани Y хромозомни хаплогрупи Q1 и R1b.